# Sis dies de Hasselt
Els Sis dies de Hasselt era una cursa de ciclisme en pista, de la modalitat de sis dies, que es disputava a la ciutat de Hasselt (Bèlgica).
Es va llançar el 2006, amb Patrick Sercu com a director de cursa, i es va celebrar fins al 2009, amb només quatre edicions. Per dificultats econòmiques va desaparèixer el 2010. Bruno Risi guanyà tres de les edicions disputades.

## Palmarès
| Any  | Primers                       | Segons                        | Tercers                               |
| ---- | ----------------------------- | ----------------------------- | ------------------------------------- |
| 2006 | Iljo Keisse · Matthew Gilmore | Robert Slippens · Danny Stam  | Tom Steels · Marco Villa              |
| 2007 | Bruno Risi · Franco Marvulli  | Marco Villa · Iljo Keisse     | Dimitri De Fauw · Alexander Aeschbach |
| 2008 | Bruno Risi · Franco Marvulli  | Kenny De Ketele · Iljo Keisse | Danny Stam · Marco Villa              |
| 2009 | Bruno Risi · Kenny De Ketele  | Leif Lampater · Leon Van Bon  | Franco Marvulli · Tim Mertens         |